# José Bailaba
José Bailaba Parapaino (San Antonio de Lomerio, 1959) es un líder indígena boliviano de la Nación Chiquitana, primer diputado indígena electo por voto ciudadano (2002) y ex asambleísta de la Asamblea Constituyente (2006-2007).

## Biografía
José Bailaba nació en el municipio de San Antonio de Lomerio, en el departamento de Santa Cruz.
Desde joven ocupó diversos cargos sindicales y tradicionales, como la alcaldía comunal en Lomerio y Alta Mira, en la provincia Ñuflo de Chávez.
Bailaba fue impulsor y fundador de diversas organizaciones indígenas  representativas a nivel nacional como local, como la Central de Pueblos Indígenas del Oriente Boliviano (CIDOB -1982), la Coordinadora de Pueblos Étnicos de Santa Cruz (CPESC) y la Organización Indígena Chiquitana (OICH), ambas en 1995.
En 1989 postuló como diputado por el departamento de Santa Cruz, a través de las filas del Movimiento de Izquierda Revolucionaria (MIR), pero sin reales perspectivas de alcanzar el cargo. En 2002 fue postulado como diputado plurinominal por el Movimiento al Socialismo (MAS -IPSP), donde sí logró obtener el cargo.
En 2006, Bailaba fue postulado a la Asamblea Constituyente (2006-2007) por la circunscripción 54.
En este mismo periodo, Bailaba fue vinculado por el Ministerio Público con una banda de traficantes de visas, a quienes habría facilitado el ingreso a Bolivia cuando fungía como asambleísta nacional.

## Trayectoria
- Participó en la Primera Marcha Indígena de 1990 y en la Marcha por el Territorio, la Tierra, la Participación política y el Desarrollo de 1996.
- Fue miembro fundador de la Confederación de Pueblos Indígenas del Oriente Boliviano (CIDOB), en 1982.

- Impulsó la fundación de la Coordinadora de Pueblos Étnicos de Santa Cruz (CPESC) y de la Organización Indígena chiquitana (OICH).